# Wietse Veenstra
Wietse Veenstra (Scheemda, 18 februari 1946) is een Nederlands voormalig voetballer.
Veenstra begon zijn loopbaan bij DVV Go Ahead, daarna verhuisde hij naar PSV waar hij speelde tot 1971. Daarna speelde hij in België voor Club Brugge, Racing White - later RWDM en Cercle Brugge. In de jaren 1968 tot 1970 speelde Veenstra negen interlands voor het Nederlands voetbalelftal. Hij scoorde daarin eenmaal, in een in 1–1 geëindigde kwalificatiewedstrijd voor het WK 1970 thuis tegen Bulgarije.

## Clubstatistieken
| Seizoen | Club           | Competitie    | wed. | goals |
| ------- | -------------- | ------------- | ---- | ----- |
| 1964/65 | Go Ahead       | Eredivisie    | 24   | 5     |
| 1965/66 | Go Ahead       | Eredivisie    | 21   | 9     |
| 1966/67 | Go Ahead       | Eredivisie    | 32   | 17    |
| 1967/68 | Go Ahead       | Eredivisie    | 36   | 9     |
| 1968/69 | Go Ahead       | Eredivisie    | 33   | 15    |
| 1969/70 | PSV            | Eredivisie    | 31   | 11    |
| 1970/71 | PSV            | Eredivisie    | 29   | 11    |
| 1971/72 | Club Brugge    | Eerste klasse | 28   | 11    |
| 1972/73 | Racing White * | Eerste klasse | 30   | 6     |
| 1973/74 | RWDM *         | Eerste klasse | 10   | 0     |
| 1974/75 | RWDM *         | Eerste klasse | 2    | 0     |
| 1975/76 | RWDM *         | Eerste klasse | 9    | 0     |
| 1976/77 | Cercle Brugge  | Eerste klasse | 24   | 0     |
| 1977/78 | Cercle Brugge  | Eerste klasse | 17   | 3     |
| 1978/79 | Cercle Brugge  | Tweede klasse | 24   | 1     |
| Totaal  | Totaal         | Totaal        | 350  | 98    |

* RWDM was een voortzetting van Racing White na een fusie met Daring Club de Bruxelles

## Erelijst
| Competitie             | Aantal | Jaren   |      |      |
| RWDM                   | RWDM   | RWDM    | RWDM | RWDM |
| ---------------------- | ------ | ------- | ---- | ---- |
| Kampioen Eerste klasse | 1x     | 1974/75 |      |      |
| Cercle Brugge          |        |         |      |      |
| Kampioen Tweede klasse | 1x     | 1978/79 |      |      |